# Minnamari Tuominen
Minnamari Tuominen, född den 26 juni 1990 i Helsingfors i Finland, är en finländsk ishockeyspelare.
Hon tog OS-brons i damernas ishockeyturnering i samband med de olympiska ishockeytävlingarna 2010 i Vancouver.